# Paul Wolfskehl
Paul Friedrich Wolfskehl (Darmstadt, 30 de junho de 1856 — Darmstadt, 13 de setembro de 1906) foi um médico e matemático alemão. É conhecido por ser o patrocinador do Prêmio Wolfskehl.